# Secamone perrieri
Secamone perrieri är en oleanderväxtart som beskrevs av Choux. Secamone perrieri ingår i släktet Secamone och familjen oleanderväxter. Inga underarter finns listade i Catalogue of Life.